# Club Baloncesto San Pablo Burgos
O Club Baloncesto San Pablo Burgos, S.A.D., conhecido anteriormente como Club Baloncesto Miraflores e também como Silbö San Pablo Burgos por razões de contratos de patrocínios,  é uma equipe profissional de basquete de Burgos, Castela e Leão na Liga ACB (Espanha). Suas partidas como equipe mandante são disputadas no Coliseu de Burgos com capacidade para 9.000 espectadores.

## História
San Pablo Imobiliária Burgos fundado em 2015, depois que a diretoria do Clube Basquete Tizona decidiu dissolver a equipe, pese a ter conseguido a ascensão de maneira desportiva à ACB, o Autocid não completou os requisitos econômicos para poder jogar na Liga ACB.

### Histórico de temporadas
| Temporada | Nível | Divisão   | Pos. | TR          | Playoffs                | Fim de Temporada  | Copa do Rei       | Outras Copas            | Outras Copas | Competições Internacionais | Competições Internacionais | Competições Internacionais |
| --------- | ----- | --------- | ---- | ----------- | ----------------------- | ----------------- | ----------------- | ----------------------- | ------------ | -------------------------- | -------------------------- | -------------------------- |
| 2015–16   | 2     | Liga Ouro | 3º   | 18–12       | 4–3                     | Semifinalista     | -                 | –                       | –            | -                          | -                          | -                          |
| 2016–17   | 2     | Liga Ouro | 3º   | 24-10       | 9-0                     | PromovidoCampeão  | -                 | Copa Príncesa           | Finalista    | -                          | -                          | -                          |
| 2017-18   | 1     | Liga ACB  | 14º  | 13-21       |                         |                   | -                 |                         |              | -                          | -                          | -                          |
| 2018-19   | 1     | Liga ACB  | 11º  | 15-19       |                         |                   | -                 |                         |              | -                          | -                          | -                          |
| 2019-20   | 1     | Liga ACB  | 10º  | 12-11 (3-2) | 0-1                     | Semifinalista     | -                 |                         |              | 3 Liga dos campeões        | C                          | 12-6                       |
| 2020-21   | 1     | Liga ACB  | 6º   | 22-14       | 0-2                     | Quartas de finais | Quartas de finais |                         |              | 3 Liga dos campeões        | C                          | 12-3                       |
| 2020-21   | 1     | Liga ACB  | 6º   | 22-14       | 0-2                     | Quartas de finais | Quartas de finais | m Copa Intercontinental | C            | 82-73                      |                            |                            |
| 2021-22   | 1     | Liga ACB  | 18º  | 10-24       |                         | Rebaixado         | -                 | -                       | -            | 3 Liga dos campeões        | Pi                         | 5-6                        |
| 2021-22   | 1     | Liga ACB  | 18º  | 10-24       | m Copa Intercontinental | Rebaixado         | -                 | -                       | -            | FN                         | 62-75                      |                            |
| 2022-23   | 2     | LEB Ouro  | 7º   | 22-12       | 4-1                     | Finalista         | -                 | -                       | -            | -                          | -                          | -                          |
| 2023-24   | 2     | LEB Ouro  | 2º   | 26-8        | 3-1                     | Semifinalista     | -                 | -                       | -            | -                          | -                          | -                          |
| 2024-25   | 2     | Primera   | 1º   | 32-2        | -                       | PromovidoCampeão  | -                 | Copa Espanha            | Campeão      |                            |                            |                            |
| 2025-26   | 1     | Liga ACB  |      |             |                         |                   |                   |                         |              |                            |                            |                            |

### LEB
Em 28 de agosto de 2015 é inscrito em LEB o conjunto de recente criação.

## Trajectória San Pablo Imobiliária Burgos
- Temporada 15/16: C.B. Miraflores- LEB OURO